# Dharampur (Rautahat)
Dharampur (nep. धर्मपु.र) – gaun wikas samiti w środkowej części Nepalu  w strefie Narajani w dystrykcie Rautahat. Według nepalskiego spisu powszechnego z 2001 roku liczył on 1348 gospodarstw domowych i 8092 mieszkańców (3813 kobiet i 4279 mężczyzn).